# 앤디 리스타이노

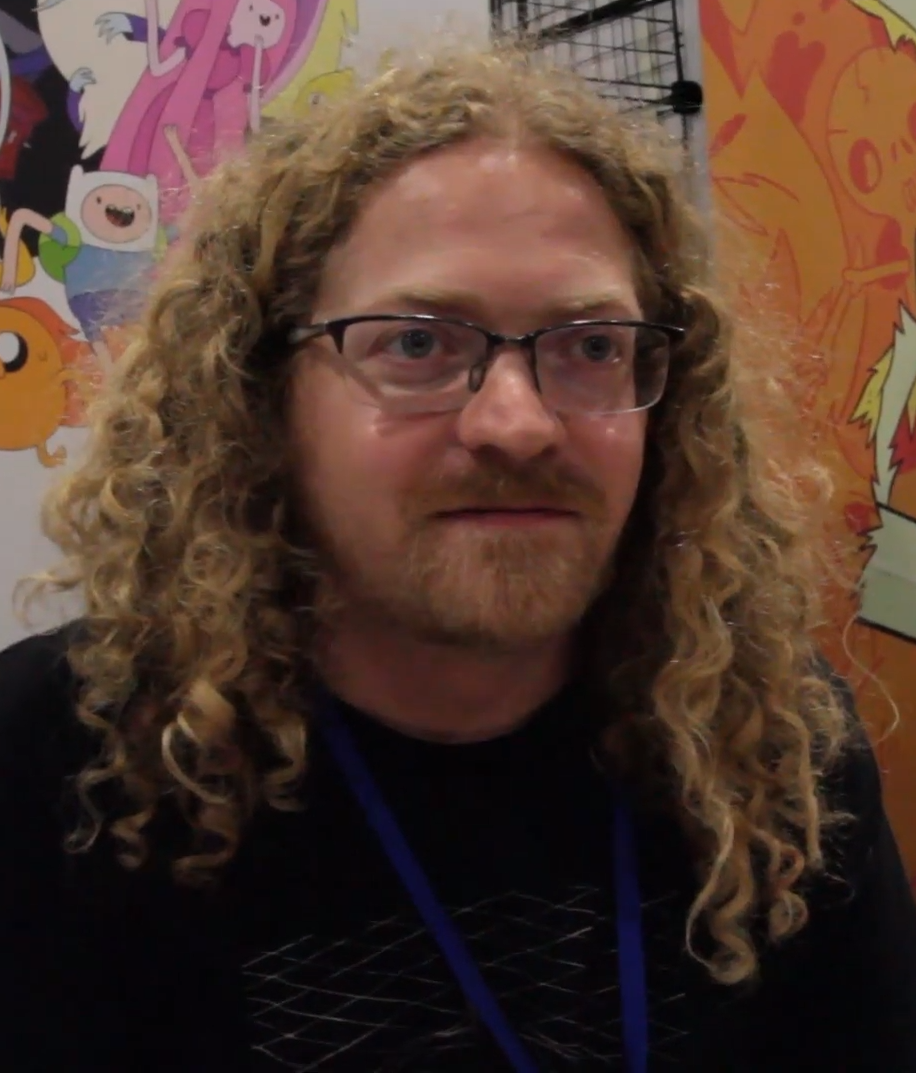

앤디 리스타이노(영어: Andy Ristaino)는 미국의 예술가이다.

## 생애 및 활동
리스타이노는 뉴질랜드에서 자랐고, 로드아일랜드 스쿨 오브 디자인에서 일러스트레이션과 애니메이션을 공부했다.
카툰 네트워크의 애니메이션 《핀과 제이크의 어드벤처 타임》에서 스토리보드 아티스트로 활동했다. 다섯 번째 시즌의 에피소드 "Puhoy"의 캐릭터 디자인으로 에미상을 받았다. 2013년 5월에는 킥스타터에서 자신의 그래픽 노블 《Night of the Living Vidiots》에 대한 모금으로 2만 달러를 모으는데 성공했다.

## 작품
| 연도      | 제목              | 역할                                       |
| --------- | ----------------- | ------------------------------------------ |
| 2010~2014 | 《어드벤처 타임》 | 캐릭터 디자이너, 작가, 스토리보드 아티스트 |
| 2012      | 《용감한 전사들》 | 캐릭터 디자이너                            |